# Yoshinori Ishigami
Yoshinori Ishigami (jap. 石神 良訓 Ishigami Yoshinori; ur. 4 listopada 1957) – japoński piłkarz, reprezentant kraju.

## Kariera klubowa
Od 1976 do 1990 roku występował w klubie Yamaha Motors.

## Kariera reprezentacyjna
W reprezentacji Japonii zadebiutował w 1984. W reprezentacji Japonii występował w latach 1984-1986. W sumie w reprezentacji wystąpił w 12 spotkaniach.

## Statystyki
| Reprezentacja Japonii | Reprezentacja Japonii | Reprezentacja Japonii |
| Rok                   | Mecze                 | Gole                  |
| --------------------- | --------------------- | --------------------- |
| 1984                  | 1                     | 0                     |
| 1985                  | 8                     | 0                     |
| 1986                  | 3                     | 0                     |
| Razem                 | 12                    | 0                     |